# Pedro de Áquila
Pedro de Áquila, chamado de Scotellus (pequeno Escoto) e Doctor ornatissumus et sufficiens (nascido próximo a 1300 em Tornimparte  – 
morto 8 de novembro de 1361 em Agnone ou Trivento), foi um bispo católico e teólogo italiano da Ordem dos Frades Menores. Não deve ser confundido com o cardeal homônimo.

## Biografia
Filho de Paulo, nasceu em Pianelle di Tornimparte próximo ao ano 1300. Pensa-se que fosse membro da família Vecchioli de Tornimparte, dado que há uma forte tradição que afirma a família pertencer a um bispo. 
Entrou na ordem franciscana em Áquila na idade de quinze anos e, concluído o noviciado, é convidado para ir a Nápoles na intenção de aprofundar os conhecimentos no Estudo Geral da ordem junto ao convento de Santa Maria: completou a sua formação em Paris, onde teve a oportunidade de conhecer a obra de João Duns Escoto, e conseguiu os títulos acadêmicos de Bacharelado, magister e, antes de 1329, o Doutorado em teologia.
De volta à Itália em 1329, foi professor no convento franciscano de Áquilo e depois é transferido para o convento de Todi: a partir de 1334 passou a ser superior provincial de sua ordem em Toscana e em 22 de janeiro 1344 é nomeado capelão na corte de Nápoles pela rainha Joana I. Evidentemente não se transferiu imediatamente para Nápoles, mas permaneceu em Toscana como inquisidor visto que em março de 1345 (ano de Florença, correspondente ao ano 1344) foi protagonista de episódios feios de peculato reportados por Giovanni Villanni. Julgado por Villani como um "homem soberbo e pecunioso", para reclamar um crédito do cardeal Pedro Gómez Barroso de Albornoz nos confrontos dos Acciaiuoli, Pedro de Áquila mandou prender um empregado dos Acciaiuoli, um tal de SIlvestro dei Baroncelli, com a acusação de heresia. A população florentina reagiu com um tumulto, que resultou na fuga do inquisidor para Siena, de onde lançou um Interdito contra Florença.
Pedro foi eleito bispo da Arquidiocese de Sant'Angelo dei Lombardi-Conza-Nusco-Bisaccia em 12 de fevereiro de 1347 e foi transferido para a sé da Trivento por Papa Clemente VI com a bula Credite vos de 30 de março de 1348.

Foi autor de um comentário aos quatro livros das Sentenças de Pedro Lombardo, de um Compendium super librum Sententiarum e de uma Expositio in libri ethicorum Aristotelis.